# 奥様運び
奥様運び（おくさまはこび、英語: Wife Carrying、フィンランド語: akankantoあるいはeukonkanto、エストニア語: naisekandmine）とは、夫役の男性が奥様役の女性を担いで行う障害物競走である。
フィンランド・ソンカヤルヴィで発祥した。

## 概要
この地域ではかつて、求婚のために近隣の村から娘を連れ去る習慣があったとの言い伝えがあり、これをジョークとして競技化したのが奥様運びの始まりである。今日では広く知られるところとなり、世界各地で奥様運び大会が行われている。

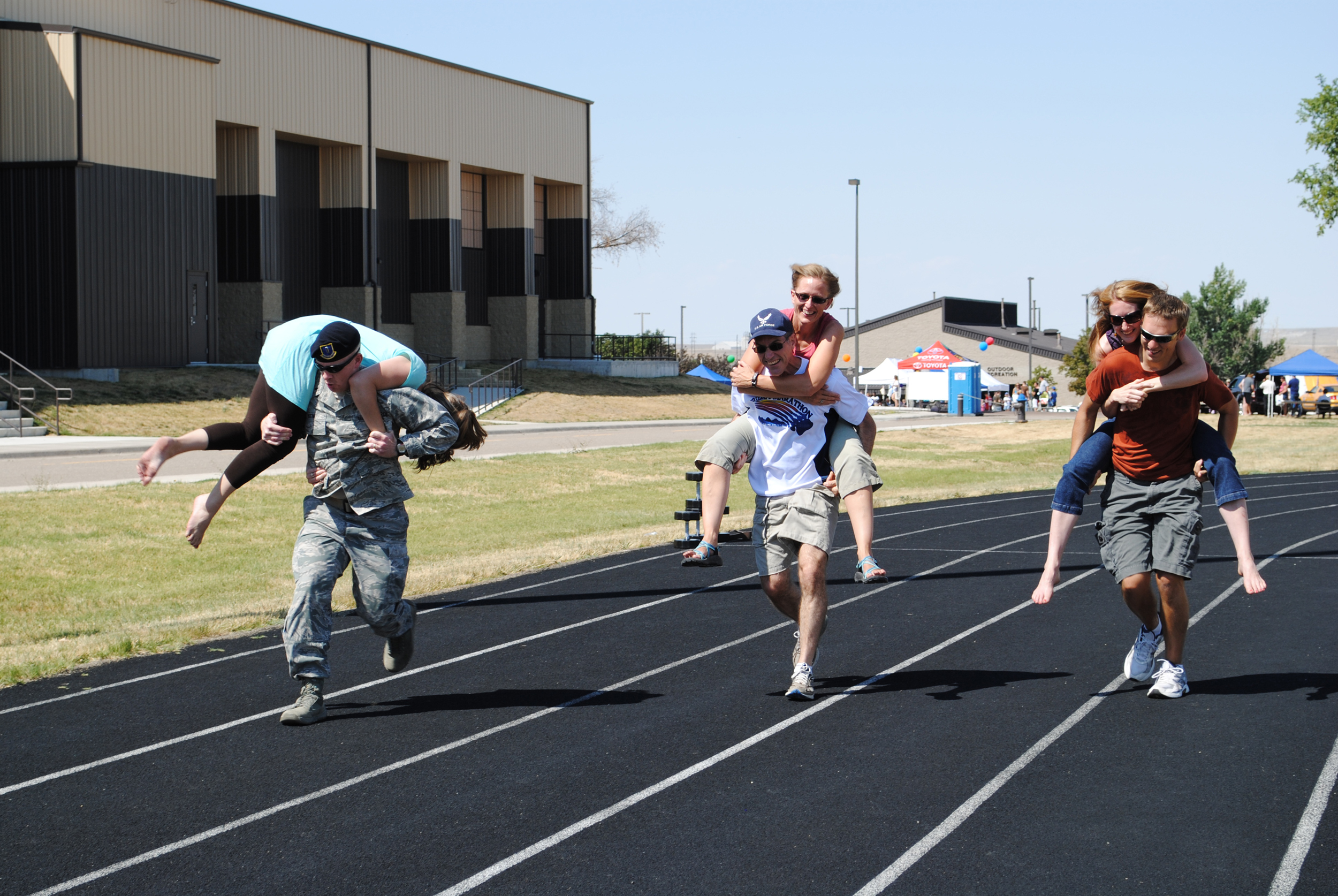
アメリカ空軍マルムストローム空軍基地における奥様/ガールフレンド運び競技会。参加者は第341ミサイル航空団の空軍兵達で、ファイアーマンズキャリーやおんぶが用いられている。

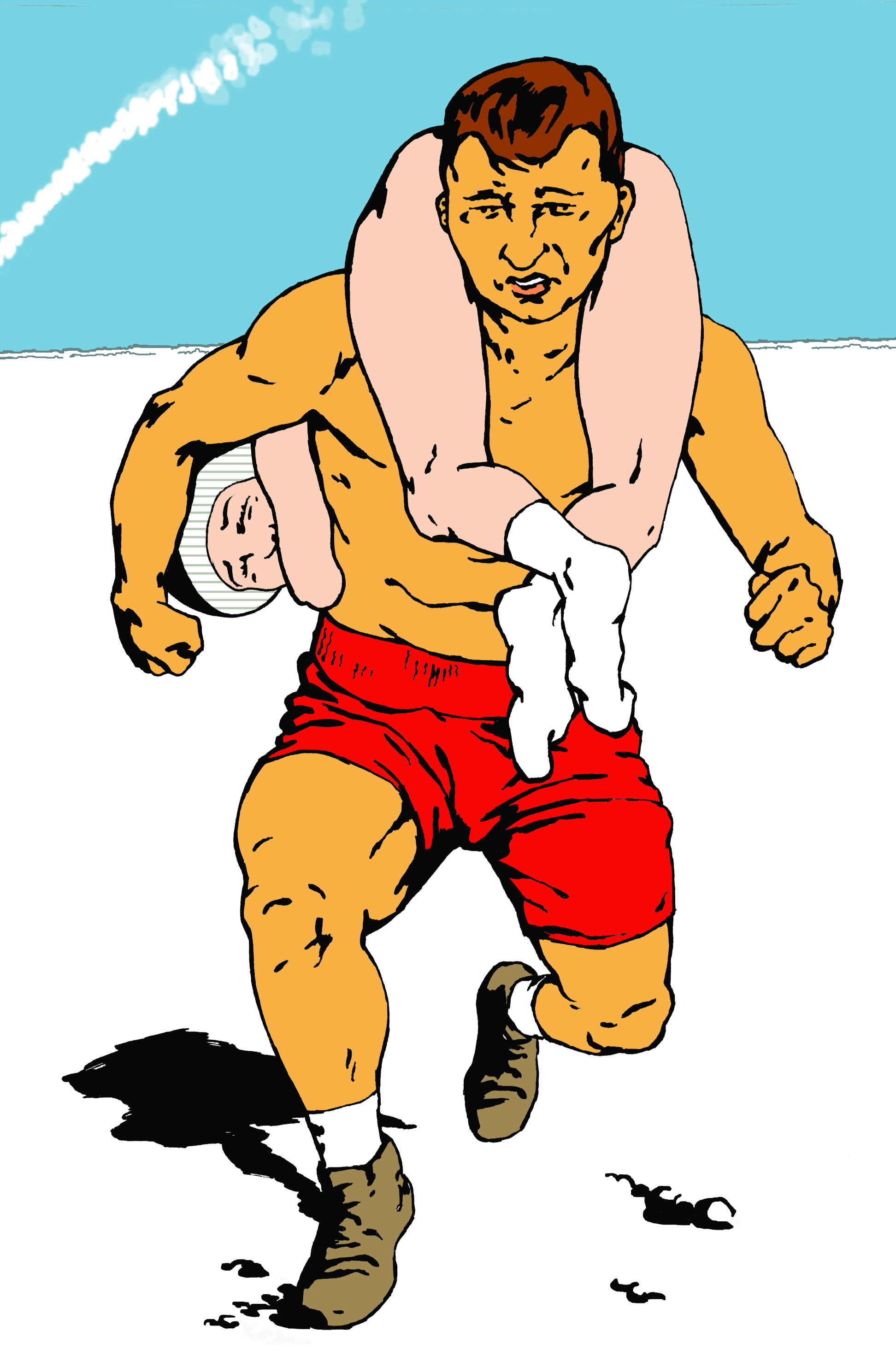
エストニア・スタイル

奥様運びにおいて、その姿勢は様々である。肩車やおんぶ、ファイヤーマンズキャリー、あるいはお姫様だっこなどが考えられるが、奥様運びの特徴的な運搬法として、奥様が夫の首周りを脚で挟み、夫の背後にぶら下がって夫の腹部にしがみつく姿勢が見られる。この姿勢は、多くの優勝者を輩出しているエストニアに因んで、エストニア・スタイルと呼ばれている。
古典的なエストニア・スタイルでは奥様役の女性は夫役の男性の胴体を両腕で抱え込み、男性も女性の太腿や両膝を抱える事で障害越えの際の角度調整を行うことが多い。これだけでも男性側の負担は上記の一般的な運搬方法に比べてかなり軽くなるとされるが、エストニア人やフィンランド人のトップクラスのペアになると、女性は男性の胴体を抱え込むのではなく、男性の脇の下から両腕を通し、自らの両膝を抱えることで男性にぶら下がる姿勢を取る場合が多い。これによって男性から見ると女性は丁度リュックサックのような形で背中に乗る形となるため、両腕が完全に自由な状態となり、全力疾走や障害越えがより容易に行えるようになるとされる。この姿勢は女性側にもかなりの体力が必要であり、2017年時点で世界選手権を通算6度制した奥様役のクリスティナ・ハーパネンは、夫役のタイスト・ミエッティネン共々大会の為に厳しいトレーニングを行っているという。トップクラスの奥様役は、その存在自体が夫役の勝利の為に必要不可欠なアスリートであり、クリスティナ自身も今後タイストが加齢によりトップ3以内の地位を維持できなくなったり、シニア部門へ転出して事実上の引退となった場合には、他の夫役に交代して競技生活を続行する意志を示しているという。
奥様運びの主要な大会としては、フィンランド・ソンカヤルヴィで行われている奥様運び世界選手権大会がある。世界選手権の優勝者には、奥様の体重と同じ量のビールが贈られる。その他、アメリカ合衆国ミシガン州マーケットの大会も有名である。
例年コロンブス・デーの最終日、北米奥様運び選手権大会がアメリカ合衆国メイン州オックスフォード郡ニューリー(Newry)で開催されている。この大会の優勝者は、フィンランドの奥様運び世界選手権大会に派遣されている。

## ルール
元来、奥様運びでは柵や岩、小川を備えた起伏のあるコースで行われていたが、現在では現代の状況に合わせ、奥様運び国際大会競技規則委員会の定めた以下の競技規則で行われている。
- コースの全長は253.5mで、所々砂地と草地、砂利道が混在する。
- コースには2つの乾いた障害と深さ1mの水濠障害を備える。
- 奥様は法的に夫の配偶者である必要は無く、恋人や隣人、あるいは奥様運び限定のパートナーでも構わない。ただし、年齢は17歳以上でなければならない。
- 奥様の体重は49kg以上でなければならない。仮に49kgに満たない場合は、体重を補う重し入りのリュックサックを背負い、49kgを満たさなければならない。
- すべての参加者は、とにかく楽しまなければならない。
- 奥様が地面に落下した場合は競技者に15秒のペナルティが与えられる。
- 使用が許される用具は、夫が使い慣れたベルトのみである。また、奥様は危険防止のためヘルメットの装着が義務づけられる。
- 1レースで同時に2組が出場する。
- 競技者は自ら注意を払わなければならず、必要があれば各々の責任で保険に加入しなければならない。
- 競技者は大会主催者の指示に従わなければならない。
- カテゴリー分けは行われず、コースを最も早く走破したカップルを優勝者とする。
- 最も楽しませたカップル、最高のコスチュームと最強の夫には、特別賞が与えられる。
- 参加費は50ユーロである。

### 奥様運び世界選手権大会歴代優勝者
- 2013年 – タイスト・ミエッティネン（フィンランド語版）（フィンランド）とクリスティナ・ハーパネン（フィンランド）1分05.0秒
- 2012年 – タイスト・ミエッティネン（フィンランド）とクリスティナ・ハーパネン（フィンランド）1分22秒
- 2011年 – タイスト・ミエッティネン（フィンランド）とクリスティナ・ハーパネン（フィンランド）1分00.73秒
- 2010年 – タイスト・ミエッティネン（フィンランド）とクリスティナ・ハーパネン（フィンランド）1分04.9秒
- 2009年 – タイスト・ミエッティネン（フィンランド）とクリスティナ・ハーパネン（フィンランド）1分02.9秒
- 2008年 – Alar Voogla (エストニア) and Kristi Viltrop (エストニア) 1分01.9秒
- 2007年 – Madis Uusorg (エストニア) and Inga Klauso (エストニア) 1分01.7秒
- 2006年 – Margo Uusorg (エストニア) and Sandra Kullas (エストニア) 56.9秒
- 2005年 – Margo Uusorg (エストニア) and Egle Soll (エストニア)
- 2004年 – Madis Uusorg (エストニア) and Inga Klauso (エストニア) 1分05.3秒
- 2003年 – Margo Uusorg (エストニア) and Egle Soll (エストニア) 1分00.7秒
- 2002年 – Meelis Tammre (エストニア) and Anne Zillberberg (エストニア) 1分03.8秒
- 2001年 – Margo Uusorg (エストニア) and Birgit Ullrich (エストニア) 55.6秒
- 2000年 – Margo Uusorg (エストニア) and Birgit Ullrich (エストニア) 55.5秒
- 1999年 – Imre Ambos (エストニア) and Annela Ojaste (エストニア) 1分04.5秒
- 1998年 – Imre Ambos (エストニア) and Annela Ojaste (エストニア) 1分09.2秒
- 1997年 – Jouni Jussila (フィンランド) and Tiina Jussila (フィンランド) 1分05秒

## トリビア
- NBAのスーパースター、デニス・ロッドマンは、2005年の奥様運び世界選手権大会に出場した[4]。